# Sam Riley
Pour les articles homonymes, voir Riley et Sam Riley (rugby à XV).
 (août 2016).
Si vous disposez d'ouvrages ou d'articles de référence ou si vous connaissez des sites web de qualité traitant du thème abordé ici, merci de compléter l'article en donnant les références utiles à sa vérifiabilité et en les liant à la section « Notes et références ».
Samuel (Sam) Peter W. Riley est un acteur anglais, né le 8 janvier 1980 à Leeds. Il est principalement connu pour avoir joué dans les films Control, Sur la route et Maléfique.

## Biographie
En 2007, il interprète Ian Curtis dans Control, film d'Anton Corbijn retraçant la courte existence du chanteur du groupe Joy Division.
Il est également photographié avec Rosie Huntington-Whiteley par Mario Testino pour la campagne publicitaire Automne/Hiver 2008 de la marque Burberry.
Déjà présent dans 24 Hour Party People, il y fait une brève apparition dans le rôle de Mark E. Smith, chanteur de The Fall, mais cette apparition ne sera pas retenue pour le final cut.
En 2010, il incarne Pinkie Brown dans le film Brighton Rock (sorti en 2011).
En septembre 2011, il apparaît dans les pages du magazine de mode Vogue américain dans un éditorial avec le mannequin Natalia Vodianova.
En 2012, il tourne dans l'adaptation cinématographique du roman de Jack Kerouac, Sur la route; réalisé par Walter Salles aux côtés de Kristen Stewart, Garrett Hedlund et Kirsten Dunst, où il joue le rôle de Sal Paradise.
La même année, il pose en couverture du magazine Dazed & Confused d'octobre 2012 avec le mannequin Joan Smalls.
En 2014, il incarne Diaval, le corbeau de Maléfique, dans le film Maléfique.
En 2016, il est à l'affiche du film Orgueil et Préjugés et Zombies de Burr Steers.

## Vie privée
Il était le chanteur du groupe de rock 10,000 Things.
Il vit à Berlin avec l'actrice Alexandra Maria Lara avec qui il est marié depuis août 2009.
Ensemble, ils ont un garçon prénommé Ben né en janvier 2014[réf. nécessaire].

## Filmographie
- 2007 : Control d'Anton Corbijn : Ian Curtis
- 2008 : Dark World de Gerald McMorrow : Milo
- 2010 : 13 de Gela Babluani : Vince
- 2011 : Brighton Rock de Rowan Joffé : Pinkie
- 2011 : Jeux de rôles de Detlev Buck : Le voiturier (Caméo)
- 2011 : Sur la route de Walter Salles : Sal Paradise
- 2012 : Byzantium de Neil Jordan : Darvell
- 2014 : Maléfique (Maleficent) de Robert Stromberg : Diaval
- 2014 : Suite française de Saul Dibb : Benoît
- 2014 : The Dark Valley de Andreas Prochaska : Greider
- 2016 : Orgueil et Préjugés et Zombies de Burr Steers : Fitzwilliam Darcy
- 2016 : Free Fire de Ben Wheatley : Stevo
- 2019 : Radioactive de Marjane Satrapi : Pierre Curie
- 2019 : Maléfique : Le Pouvoir du mal (Maleficent: Mistress of Evil) de Joachim Rønning : Diaval
- 2020 : Rebecca de Ben Wheatley : Jack Favell
- 2021 : Braquage final (The Vault) de Jaume Balagueró : James
- 2021 : Sometimes Always Never de Carl Hunter : Peter
- 2025 : Islands de Jan-Ole Gerster : Tom

## Voix francophones
En France
| - Damien Witecka dans : - Sur la route - Byzantium - Free Fire - Rebecca - Braquage final - Xavier Béja dans : - Maléfique - Maléfique : Le Pouvoir du mal Et aussi - Yoann Sover dans Control - Paolo Domingo dans Dark World - Thomas Roditi dans Brighton Rock | - Jean-Michel Fête dans Suite française - Rémi Bichet dans Radioactive Au Québec - Maël Davan-Soulas dans : - Maléfique - Hostiles et Armés - Maléfique : Maîtresse du mal - Xavier Dolan dans Orgueil et Préjugés et Zombies |